# Pomník obětem 1. světové války (Slatina)
Pomník obětem 1. světové války v Hradci Králové – Slatině je figurální pískovcový pomník od královéhradeckého sochaře Jaroslava Samka. Odhalen byl 5. srpna 1923.
Pískovcový pomník zobrazuje stojící postavu vojína se skloněnou hlavou, který v pravé ruce drží vlajku a v levé přilbu. Dále je zde zachycen sv Václav na koni jako patron české země, který korunuje vojína věncem z lipových listů. Na soklu jsou vytesána jména padlých a datace konfliktu.
Ke zřízení pomníku bylo vytvořeno komité. Finanční prostředky byly mj. získány přispěním obce např. z dávky ze zábav, nicméně obec požadovala po komitétu uhradit dávku ze zábav jím pořádaných (s tím, že se „jim připadající částka na obec ve formě subvence vrátí“). V roce 1924 bylo rozhodnuto o oplocení pomníku jednoduchým plůtkem.
Pomník byl obnoven v roce 2018.